# Molí a l'esquerra del riu Brugent
El Molí a l'esquerra del riu Brugent és una obra de Capafonts (Baix Camp) inclosa a l'Inventari del Patrimoni Arquitectònic de Catalunya. Està situat la conca del riu Brugent.

## Descripció
És una estructura arquitectònica de planta quadrangular alçada amb murs de pedra escairada, de la qual resten solament parts de la base. Es conserva també l'obertura per la que entrava l'aigua de la bassa, construïda amb un arc semicircular fet de blocs de pedra treballada disposats a sardinell.
Trebm restes de la bassa, i d'una resclosa propera.

## Història
Apareix citat en diversos llibres.